# Walter Hauck (Sänger)
Walter Hauck (* 17. März 1910 in Böhl; † 1991) war ein deutscher Konzert- und Opernsänger (Lyrischer Bariton).

## Leben
Nach dem Abitur an der Oberrealschule Ludwigshafen begann Hauck zunächst ein Studium an der Technischen Hochschule Darmstadt, bevor er 1932 für vier Jahre ein Musik-Studium an der Hochschule für Musik in Berlin aufnahm, wo er Schüler von Julius von Raatz-Brockmann war. Weitere Ausbildung in Gesang folgten 1938/39 bei Emmi Leisner sowie 1940/41 an der Berliner Opernschule Klindworth-Scharwenka. 1941 sang er den Part des Grafen Luna in Giuseppe Verdis Troubadour am Stadttheater Cottbus, wo er bis 1944 unter Vertrag blieb. Weitere Gesangparts in dieser Zeit waren die Titelrolle in Mozarts Don Giovanni, Fluth in Otto Nicolais Lustigen Weiber von Windsor sowie der Dr. Malatesta im Don Pasquale.
Als Gesangslehrer unterrichtete Hauck ab 1968 an der Musikhochschule in Berlin. Zu seinen Schülern gehörten unter anderem Bruno Pola, Tanja Berg und Wolf Appel.
Bereits 1935 debütierte Hauck als Sänger beim Rundfunk, dem er lange Zeit als Sänger und Sprecher verbunden blieb. Zudem arbeitete er ab 1946 auch als Synchronsprecher.

## Filmografie (Auswahl)
- 1951: Wenn die Abendglocken läuten (als Sänger)
- 1967: Pauken und Trompeten